# Iveta Halbichová
Iveta Halbichová est une ancienne joueuse volley-ball tchèque, née le 19 décembre 1989 à Prague. Elle mesure 1,79 m et jouait au poste de passeuse. 

## Clubs
| Club            | De        | À         |
| --------------- | --------- | --------- |
| SK Meteor Praha | 1997-1998 | 2003-2004 |
| PVK Olymp Praha | 2004-2005 | 2013-2014 |
| 1. VC Wiesbaden | 2014-2015 | 2015-2016 |

## Palmarès
- Championnat de République tchèque
  - Vainqueur : 2008.
  - Finaliste : 2012, 2013, 2014.
- Coupe de République tchèque
  - Finaliste : 2008, 2013, 2014.